# Ван Бибер Лејк (Индијана)
Ван Бибер Лејк (енгл. Van Bibber Lake) насељено је место без административног статуса у америчкој савезној држави Индијана.

## Демографија
По попису из 2010. године број становника је 485.
| Група             | 2000.    | 2010.       |
| Белци             | 0 (0,0%) | 478 (98,6%) |
| Афроамериканци    | 0 (0,0%) | 0 (0,0%)    |
| Азијати           | 0 (0,0%) | 3 (0,6%)    |
| Хиспаноамериканци | 0 (0,0%) | 3 (0,6%)    |
| Укупно            | 0        | 485         |